# Käkiglar
Käkiglarna (Hirudinidae) är en familj iglar.

## Arter (urval)
- Blodigel (Hirudo medicinalis)
- Hästigel (Haemopis sanguisuga)